# Clavus flammulatus
Clavus flammulatus é uma espécie de gastrópode do gênero Clavus, pertencente a família Drilliidae.